# Tang Gaozu
Pour les articles homonymes, voir Gaozu.
Tang Gaozu (chinois : 唐高祖 ; pinyin : táng gaozu, 566 – 25 juin 635) est le premier empereur chinois de la dynastie Tang. Son nom de naissance est Li Yuan (李淵). 
Les sources sont partagées sur son rôle réel ; certaines lui attribuant un mérite important, le qualifiant de fin diplomate et de gouverneur à la fois expérimenté et ambitieux. D'autres sources le qualifient d'attentiste et loyal, suivant finalement les consignes de son dynamique fils Li Shimin. Dans la version de l'historiographie impériale, c'est son fils Li Shimin, futur empereur Taizong, qui mena les armées Li en son nom et forgea ainsi les bases de l'Empire des Tang.

## Biographie
Sui Yangdi empereur trop ambitieux et dépensier entraîne une situation politique instable, aggravée par ses échecs militaires en Corée contre le royaume de Koguryo et contre les Turcs. Cela conduit, en 613, à un soulèvement conduit par des généraux issus tout comme les Sui de l'aristocratie des Zhou du Nord, aux origines Xianbei (ethnie non-chinoise) et Han (chinoises). C'est finalement le général responsable de la garnison de Taiyuan (Shanxi), Li Yuan, qui profite de la situation. Avec son prestige et son expérience militaire, il monte une rébellion avec ses fils Li Shimin et Li Jiancheng et également sa fille la princesse Zhao de Pingyang, qui rassemble et commande sa propre armée. En 617, Li Yuan, paré du titre de « Prince de Tang », occupe la capitale Chang'an et devient régent du jeune empereur Sui Gongdi, reléguant l'empereur Sui Yangdi à la fonction d'empereur retiré. Le 18 juin 618, Sui Yangdi est assassiné par son général Yuwen Huaji. Li Yuan se proclame alors empereur d'une nouvelle dynastie, les Tang, prenant le nom de Gaozu.
L'unité du royaume reste à achever, et une nouvelle ère de prospérité débute. Le bouddhisme, qui s’était lentement introduit en Chine au premier siècle, devint la religion prédominante et fut largement adopté par la famille royale. On estime que Chang'an (l’actuelle Xi'an), la capitale de l’époque, était alors la plus grande ville du monde. 
Sur le plan administratif, une importante innovation consista à confier les provinces à des gouverneurs militaires (ce sera, à longue échéance, la perte de la dynastie). Le gouvernement central, copié sur celui des Han, fut perfectionné par la création de sections techniques confiées à des experts plutôt qu’à des lettrés. Le bon fonctionnement du système permit une augmentation sans précédent du budget de l’État : la population atteignit le chiffre de cinquante millions d’habitants (dont un million pour Chang'an).
En 626, Li Shimin força son père à abdiquer et devint empereur sous le nom de Taizong. Après avoir régné huit ans, Tang Gaozu meurt en 635 à 69 ans, neuf ans après la perte de son trône.